# Kołobrzeg Amfiteatr
Kołobrzeg Amfiteatr – przystanek osobowy w Kołobrzegu w województwie zachodniopomorskim. Otwarcie przystanku nastąpiło 9 czerwca 2024 roku.